# Иван Калаузовић Иванус
Иван Калаузовић (Ниш, 6. септембар 1986), професионално познат и као Иванус, српски је новинар, публициста, издавач и књижевник – хроничар и истраживач дијаспоре и енциклопедиста. Директор је издавачке куће „Impressions” и аутор и главни и одговорни уредник „Енциклопедије националне дијаспоре”.

## Биографија

### Образовање
Иван Калаузовић је рођен у Нишу. Одрастао је у близини Спомен-парка Бубањ и у Нишкој Бањи. У родном граду је завршио Основну школу „Моша Пијаде” и природно-математички смер Гимназије „Светозар Марковић”, а потом и основне и мастер студије новинарства на Филозофском факултету. Пред петочланом комисијом одбранио је мастер рад „Образовно-медијски аспекти дигитализације РТВ система у Србији”, зарад чијег настанка је сарађивао са дванаест одабраних стручњака: др Татјаном Ћитић (РТС), Зораном Станојевићем (РТС), мр Јасном Матић (Министарство за телекомуникације и информационо друштво РС), Нином Брајовићем (УНС), Јакшом Шћекићем (Ројтерс), Игором Божићем (РТВ), Гораном Димитријевићем (Б92), др Мирољубом Радојковићем (ФПН), др Зораном Јевтовићем (ФФ у Нишу), др Зораном Јовановићем (ФФ у Нишу), Бобаном Рајковићем (НТВ) и Јованом Радомиром (SVT).

### Каријера
Током своје медијске каријере радио је за „Emotion Production”, Радио-телевизију Србије, Радио Београд, регионални магазин „Добро јутро, Колумбо”, чикашки лист „Огледало" и нишки „Медиа и реформ центар”. Међу покретачима је првих професионалних презентација на друштвеним мрежама и Јутјуб-у – у Србији налога „Emotion Production”-а и Радио-телевизије Србије. Од октобра 2014. године у „Огледалу" између осталог уређује и рубрику која је фебруара 2021. прерасла у серију интервјуа под називом „У огледалу са Иванусом". Пословао је са низом личности из света музике, укључујући Соњу Бакић, Даницу Нину Радојичић и Татјану Матејаш Тајчи.
Као менаџер за односе са јавношћу и статусна питања Канцеларије за сарадњу са дијаспором покренуо је и координисао електронски сервис „Виртуелни матичар за дијаспору”, којим је модернизован начин на који су грађани из расејања могли да добију личне документе, и снимио промотивно-документарни филм „Ниси сам у свету”, посвећен српској емиграцији и њеним проблемима.
Иницијатор је пописа целе српске дијаспоре и руководилац почетка пописа, који је подржало Министарство спољних послова Републике Србије. Године 2018. био је један од креатора и реализатора маркетиншке кампање Програма Уједињених нација за развој (UNDP), којом је промовисана идеја о примени блокчејн технологије на дознаке из иностранства.
Аутор је преко две стотине новинарских репортажа, бројних стручних и научних радова, неколико објављених песама и прича, коаутор приручника, аутор две монографије и аутор и главни и одговорни уредник „Енциклопедије националне дијаспоре”.
Заменик је председника Управног одбора Удружења за сарадњу са дијаспором „Матица” и члан Удружења стваралаца Ниша „Цар Константин”.
Течно говори енглески и руски језик, а служи се и италијанским.
Живи и ради на релацији Ниш–Београд–Сарајево.

#### Занимљивости
- Неколико месеци 2009. и 2010. године живео је у београдском насељу Сењак, у вили Горана Бреговића, у чијем се приземљу истовремено снимала серија „Жене са Дедиња”.[7]

## Награде и признања
- Признање Културно-просветне заједнице Ниша за успешно учешће и драгоцен допринос Смотри рецитатора (Ниш, 1998)
- Сребрна медаља маркетиншке агенције „MK Team” из Марибора за веште промотивне и менаџерске способности исказане у време рада за „Emotion Production” (Београд, 2010)
- Признање Књижевне радионице „Кордун” из Вест Честера, Пенсилванија за дугогодишњу успешну сарадњу на пољу културе и уметности (Патерсон, Њу Џерзи, 2019)[23]
- Повеља Књижевног клуба „Мирослав Мика Антић” (Инђија, 2023)

## Дела
Да нису отишли тамо, Србија много тога не би изгубила. Да су остали овде, свет много тога не би добио. Њима одавде недостаје доста ствари, а нама недостају они. Иако их помињемо као да су ту, њих овде више нема. Однели су их неки тужни вали. Фале нам на улицама, у аутобусима, у продавницама, на пијацама, у медијима... Однели су изгледа са собом и лепи српски језик, и учтиво „хвала”, „извините” и „изволите”. Они сањају Србију, а деца њихових рођака и пријатеља Америку, Канаду, Аустралију... Они ово овде памте по оним временима, а ми на оно тамо гледамо кроз холивудске наочаре. (Не)срећни смо и једни и други, мислећи да су једни од других благословенији. Често и једни и други кажемо: „Ех, да сам тамо, чудо бих направио!” А чудо је ту, у нама. И иде са нама. Нешто изгубимо, а нешто добијемо. То је ваљда живот. Да размака нема, ни зуба било не би.

— Иван Калаузовић o српској дијаспори

### Стручни рад
- Злочин у Ђурђеву: јануарска рација 1942 (Еден, Нови Сад, 2011) – као члан Стручног савета Друштва за очување сећања на Холокауст
- Случај Кепиро (Еден, Нови Сад, 2011) – као члан Стручног савета Друштва за очување сећања на Холокауст
- Genocide Revealed: New Light on the Massacre of Serbs and Jews Under Hungarian Occupation (Something or Other Publishing, Медисон, Висконсин, 2012) – као члан Стручног савета Друштва за очување сећања на Холокауст
- Приручник за органе који расписују конкурсе за суфинансирање пројеката локалних медија за остваривање јавног интереса у области јавног информисања (Филозофски факултет у Нишу, 2017)

### Научни рад

#### Чланци
- Ideological Discourse of Culture (Sociological Review, Филозофски факултет у Скопљу, 2012)
- РТВ дигитализација у Србији – образовање и дигитализација (Култура полиса, Нови Сад и Београд, 2015)
- Комуникација као детерминанта кохезије матице и дијаспоре (САНУ, 2016)
- Технолошка конвергенција – кључ јачања медијске и универзитетске аутономије (Филозофски факултет у Нишу, 2016)
- Кулисе Деборовог друштва спектакла (Балканске синтезе, Филозофски факултет у Нишу, 2016)
- Дисперзија интелектуалног капитала у домену макросоцијалне стратификације (САНУ, 2017)
- Култура дијаспоре, национална парадигма (Филозофски факултет у Нишу, 2017)
- Медији као генератори друштвене дискомуникације (Универзитет за библиотекарство и информационе технологије у Софији, 2017)

### Литерарни рад

#### Поезија
- Цветови из кливлендске баште (Кливленд, 2016)
- Реквијем Лазе Костића (Чикаго, 2017)
- Бинарна ода Љубивоју Ршумовићу (Књижевни клуб „Мирослав Мика Антић”, Инђија, 2021)
- 5.30 (Књижевни клуб „Мирослав Мика Антић”, Инђија, 2021)
- Евита (Књижевни клуб „Мирослав Мика Антић”, Инђија, 2023)
- Ростовска сирена (Књижевни клуб „Мирослав Мика Антић”, Инђија, 2023)

#### Проза
- Од скута до слапа (Свет књиге, Београд, 2020)
- Било једном у Мериленду – десет година колекције Биљане Риган (Impressions, Ниш, 2022)
- Српска културна башта у Кливленду (Impressions, Ниш, 2025)
- Енциклопедија националне дијаспоре (Impressions, Ниш, 2025)